# Kościół Kvinnherad
Kościół Kvinnherad (nor.) Kvinnherad kirke) - kamienny kościół w Rosendal w Norwegii. Został zbudowany w 2. połowie XIII wieku.

## Linki zewnętrzne

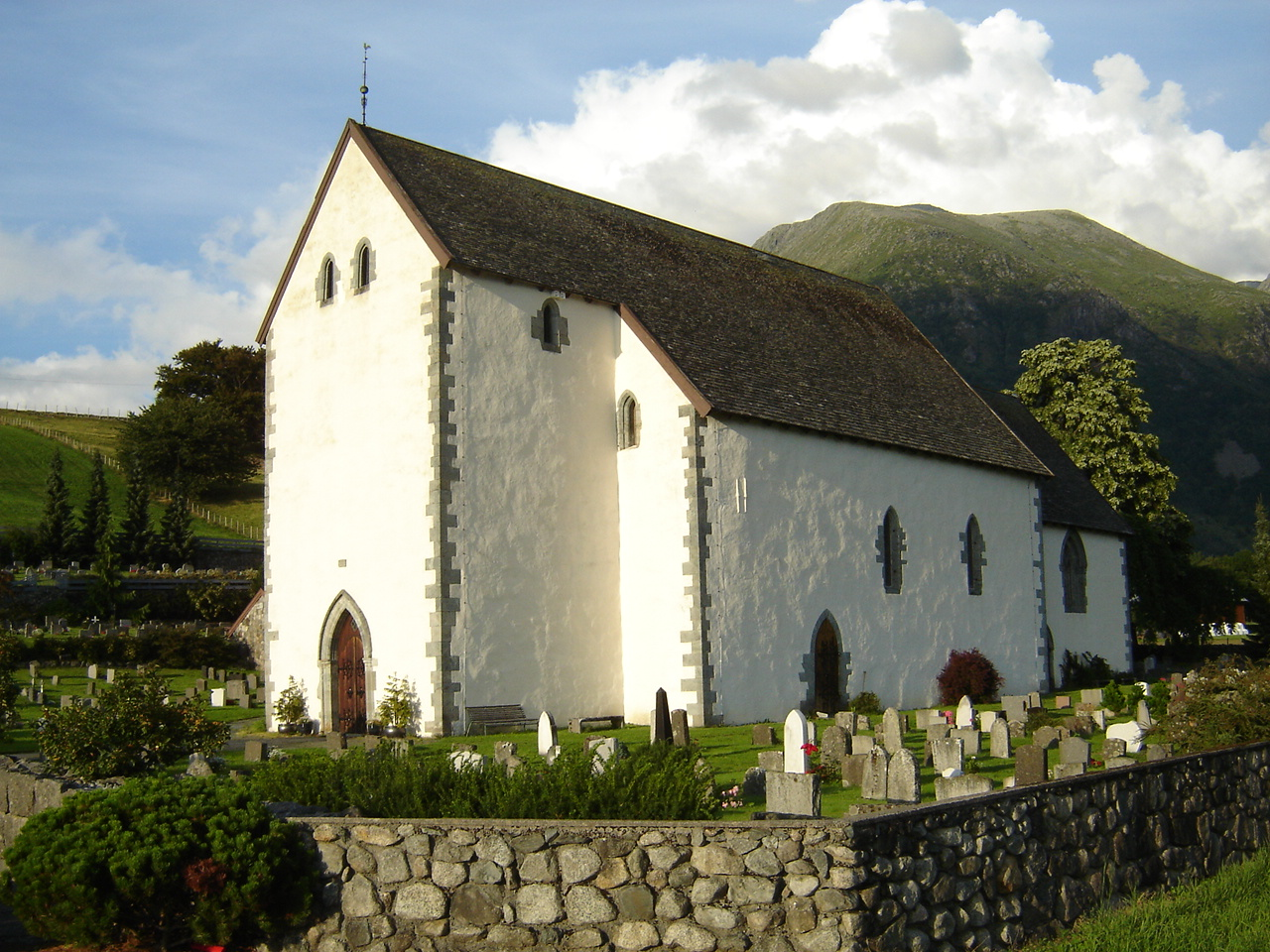
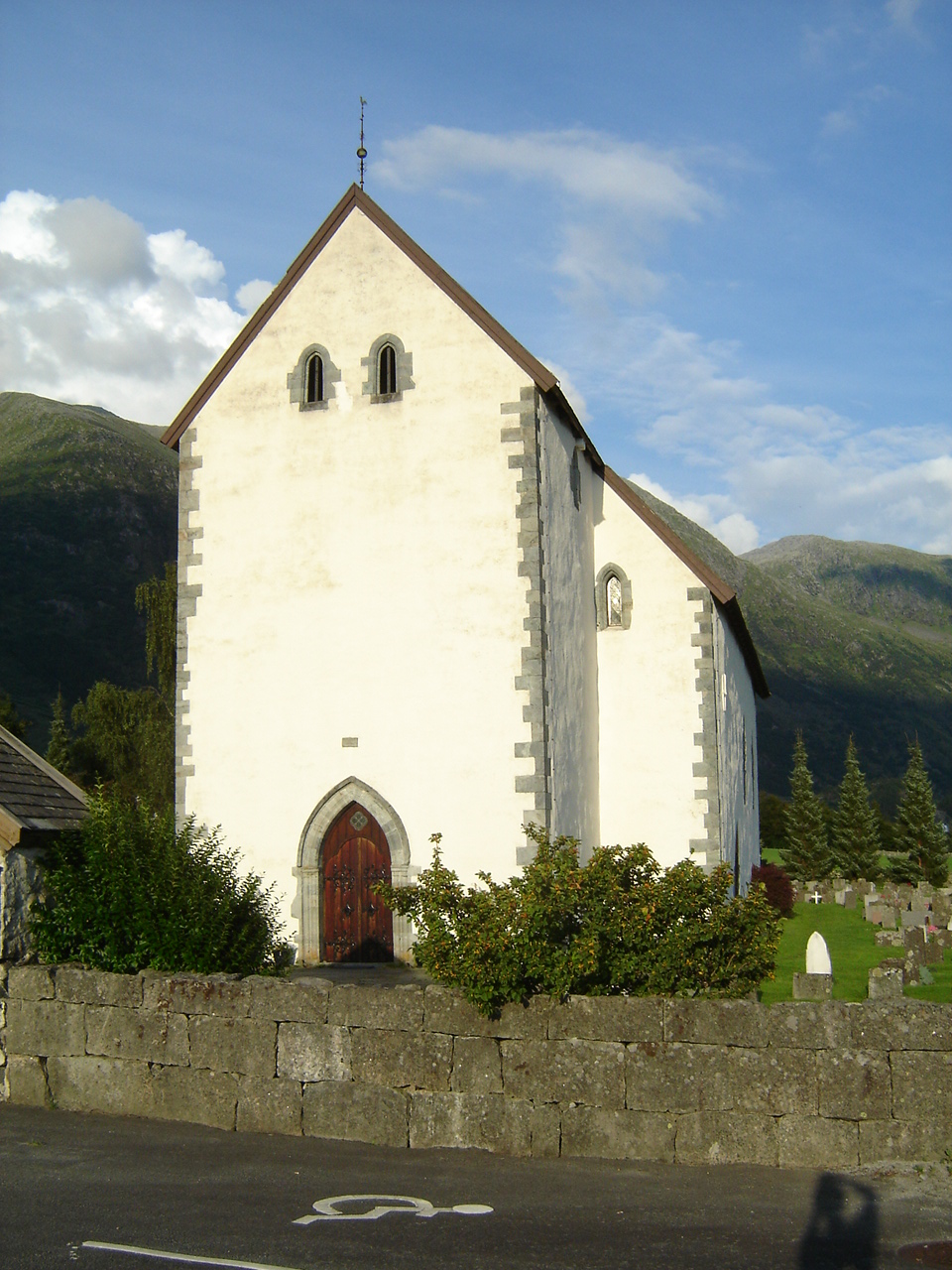
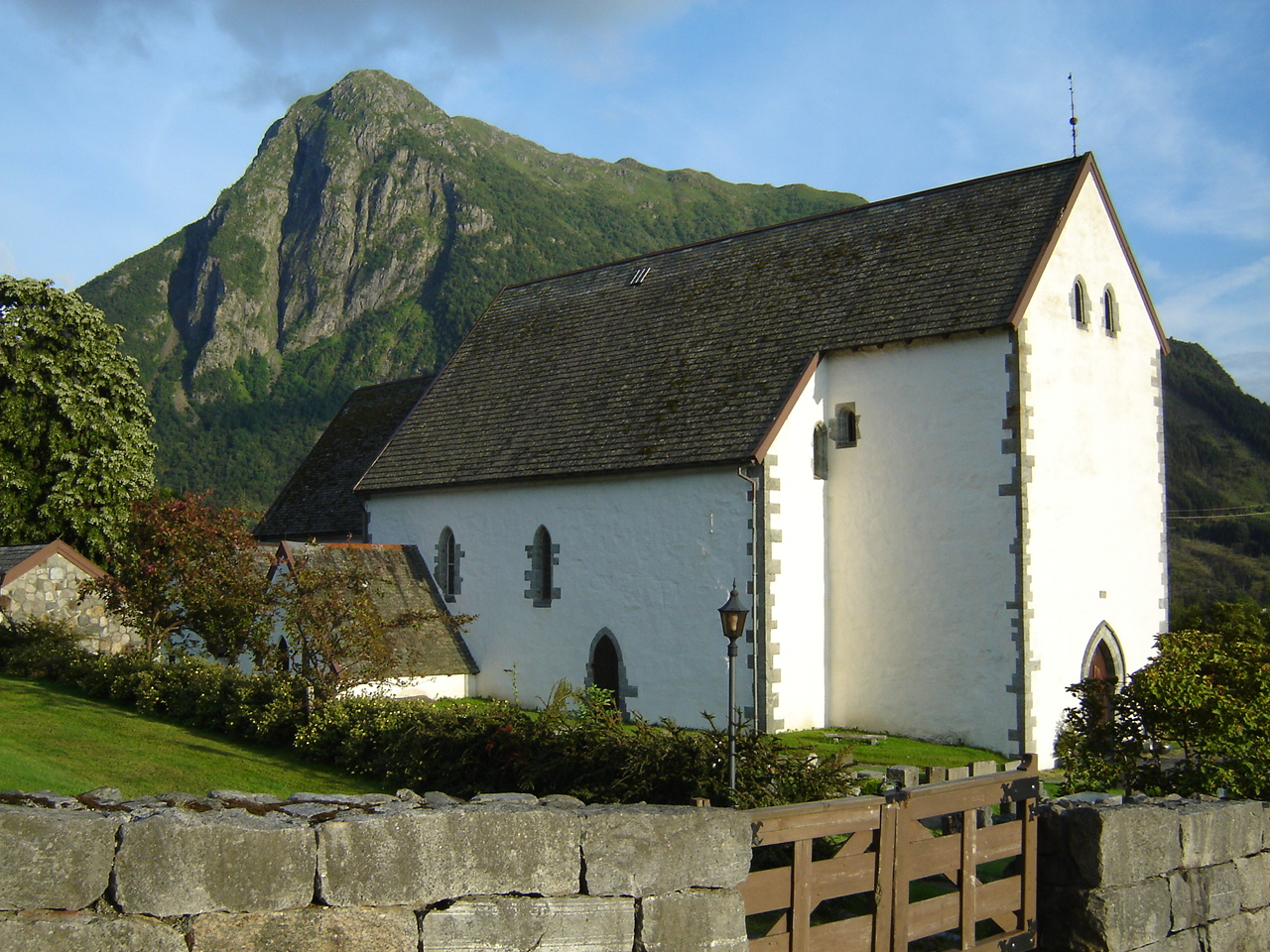
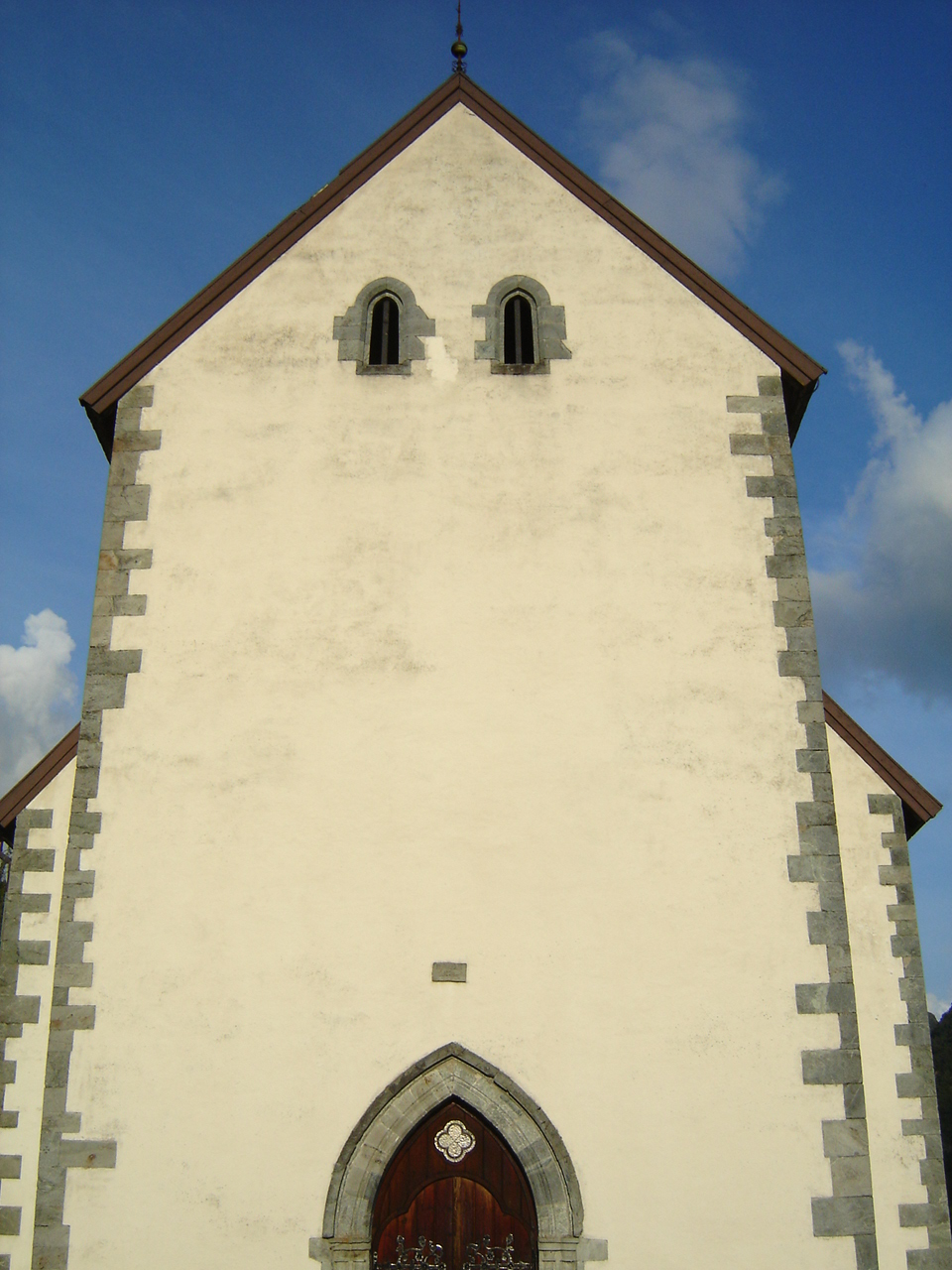
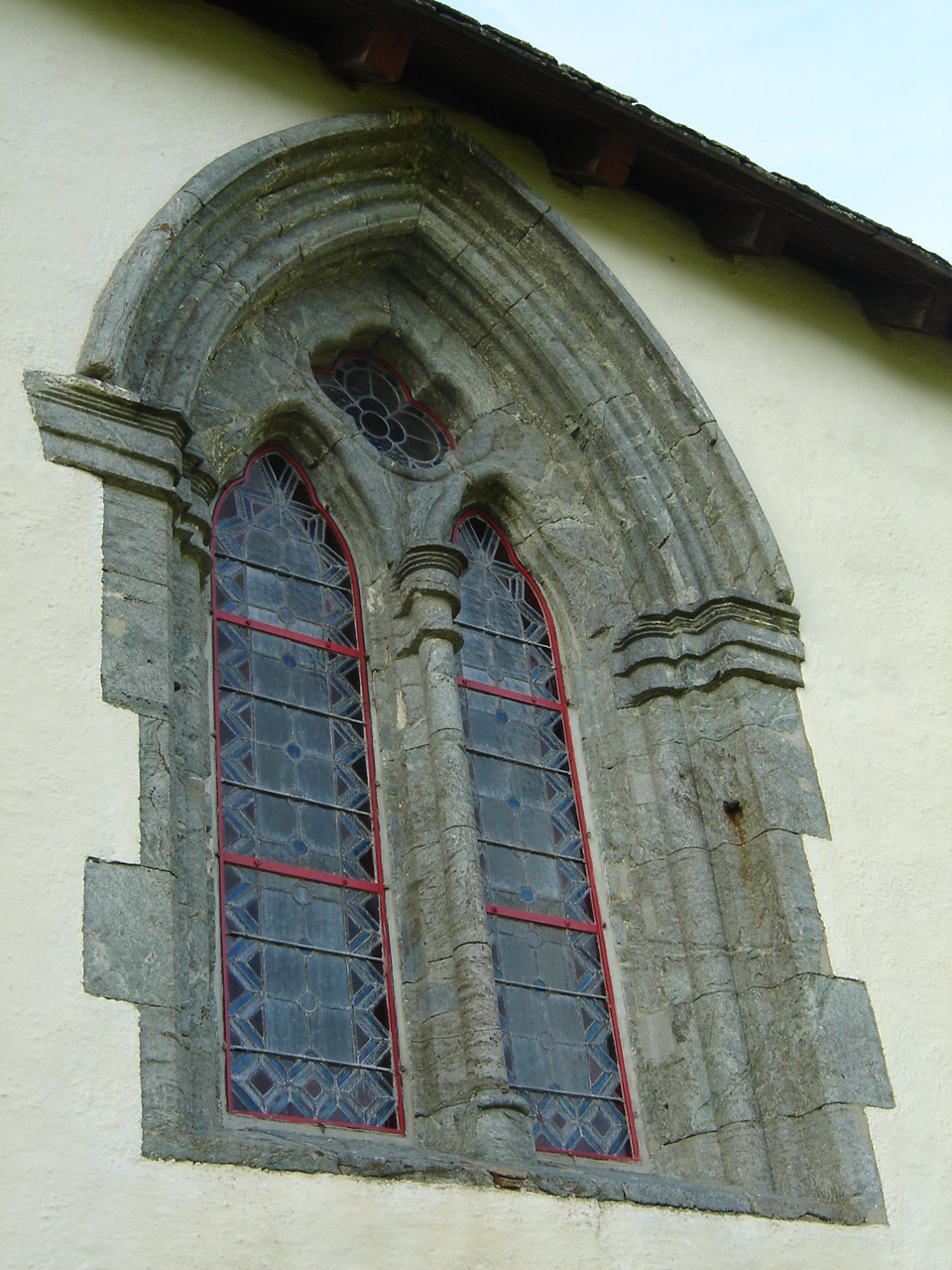
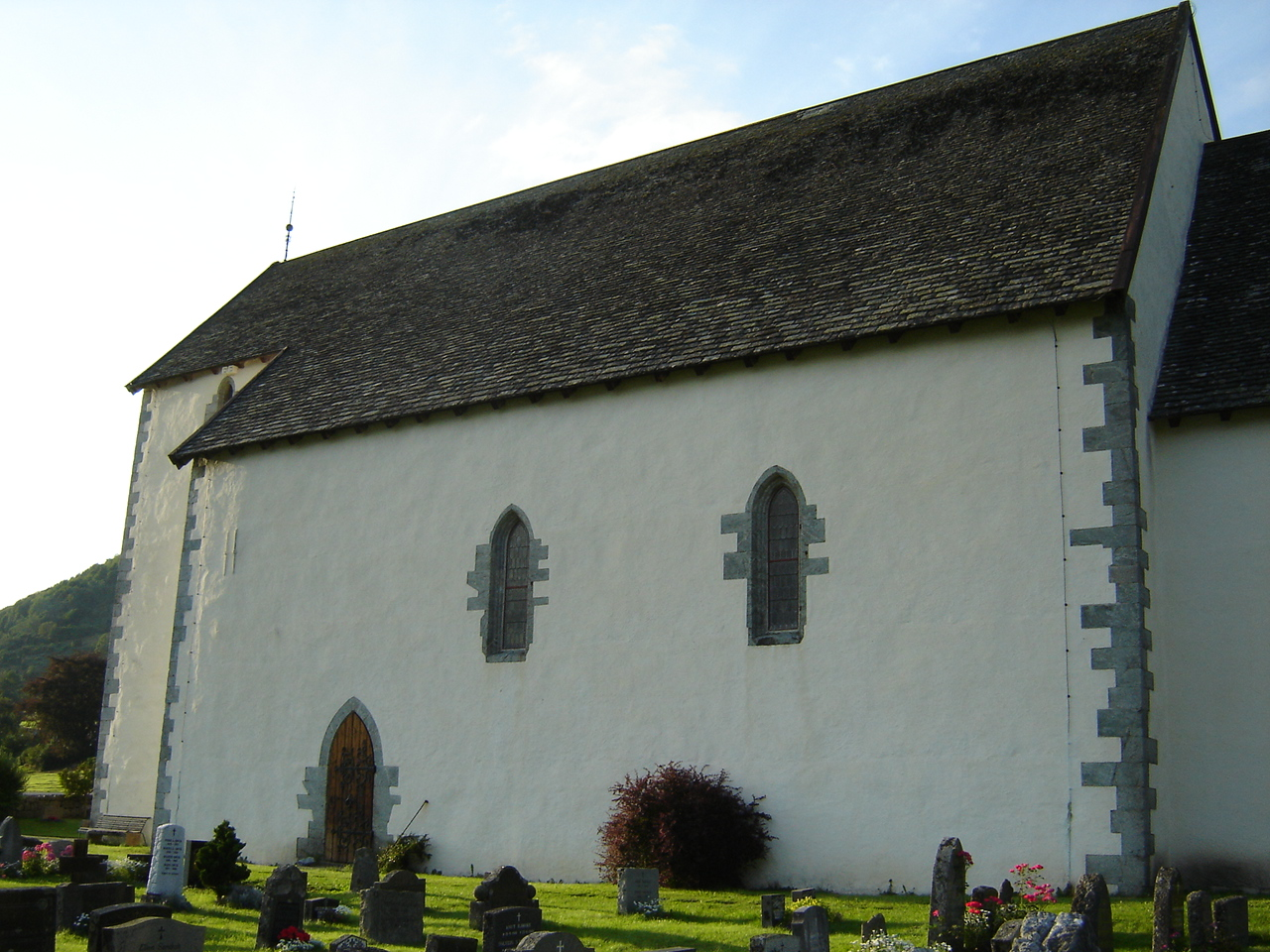
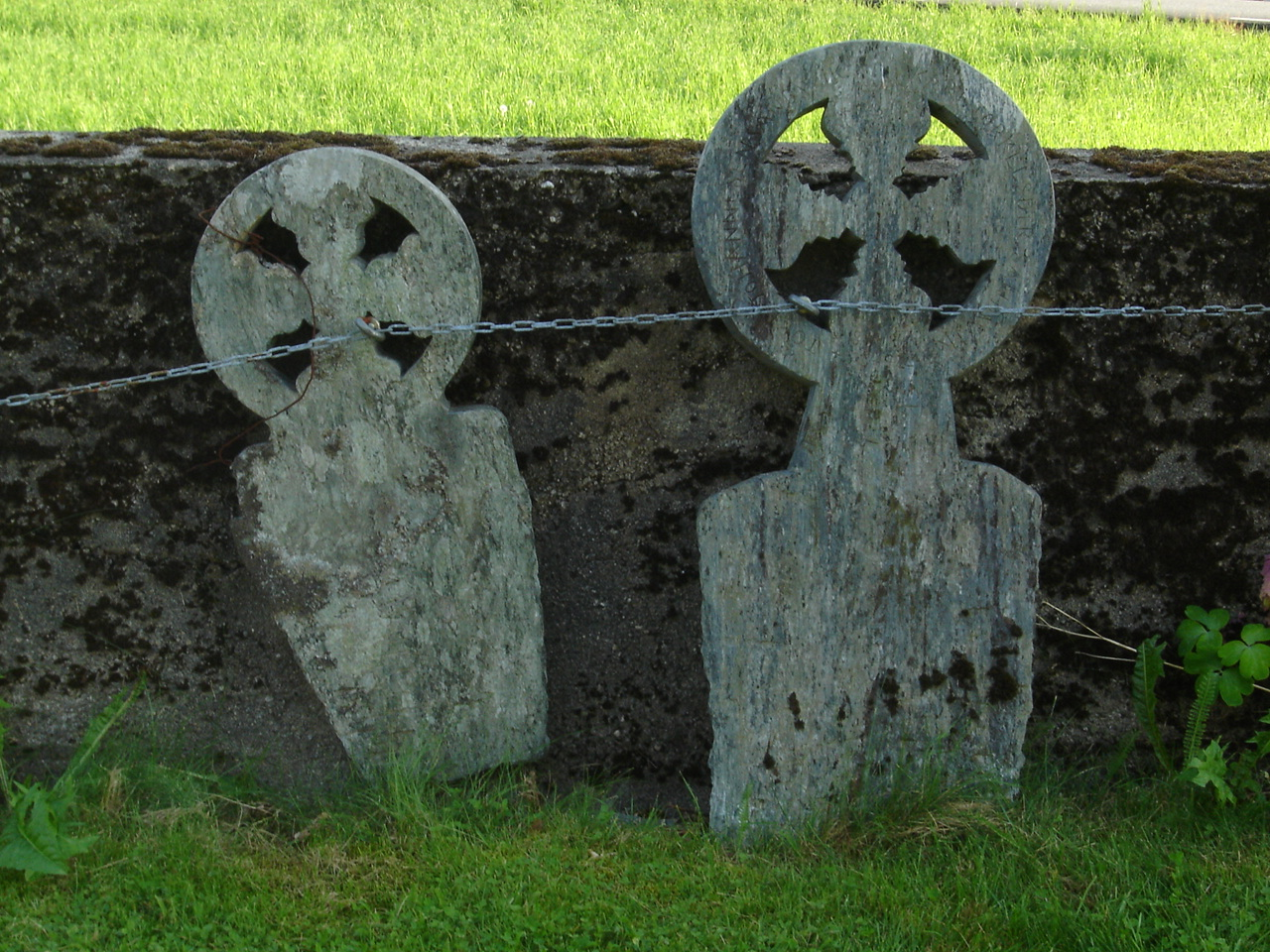